# Elvira Barbey

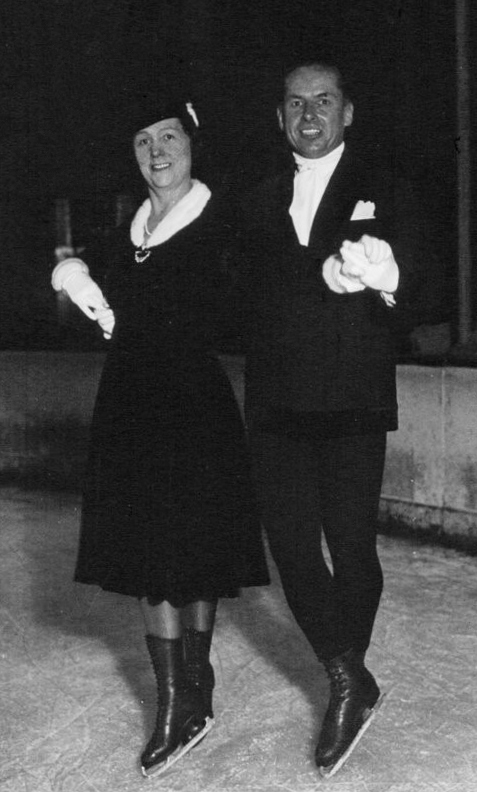
Elvira och Louis Barbey 1932.

Elvira Barbey, född 7 augusti 1892, död 18 augusti 1971 i Epalinges i Vaud, var en schweizisk konståkerska som deltog i olympiska spelen i Sankt Moritz 1928 i singel damer och i par tillsammans med Louis Barbey.